# 富民侯
富民侯（ふみんこう）は、古代中国の前漢の時代の列侯の一つで、紀元前89年から紀元前71年まであった。封地は沛郡の蘄県だが、侯が封じられると県ではなく国といったので、当時は富民国といったはずである。田千秋と田順の父子2人がなった。
漢の武帝が丞相の田千秋を列侯に封じたときに富民侯の名を与えた。侯の呼び名は封じた土地の名からとることが多いが、この場合は異なる。武帝は四方に遠征して領土を拡大したが、国内の負担が大きかった。晩年、征伐を悔やんだ武帝が、「富民」の願いを丞相に寄せたものである。はじめ800戸だったが、武帝が後元2年（前87年）に死んだときの遺詔で1600戸に増えた。
田千秋の死後は子の田順が継いだが、田順が罪を得て自殺すると絶えた。
- 田千秋 - 征和4年（前89年）6月丁巳、封[5] - 元鳳4年（前77年）1月甲戌、死[6]。
- 田順 - 元鳳4年（前77年）継[4] - 本始3年（前71年）自殺[7]。